# Blasticotomidae
Blasticotomidae es una familia muy pequeña de Symphyta, que contiene 13 especies en 3 géneros. Las especies habitan regiones templadas de Eurasia donde las larvas son horadadores especializados de los tallos de helechos.
Los integrantes de esta familia tienen antenas que se asemejan a las de la familia Argidae, con uno o dos flagelómeros, pero se las puede distinguir por las porciones laterales de los terguitos del metasoma que están muy plegados debajo de los espiráculos.